# Selección femenina de fútbol sub-20 de Argentina
La Selección femenina de fútbol sub-20 de Argentina es una de las categorías inferiores de la Selección femenina de fútbol de Argentina, está conformada por jugadoras convocadas de nacionalidad argentina, que sean menores de 20 años de edad.
Ha participado en las diez ediciones del Campeonato Sudamericano Sub-20 siendo su mejor resultado los Subcampeonatos obtenidos en 2006, 2008 y 2012 lo que le permitieron clasificarse a la Copa Mundial Sub-20 en las ediciones de Rusia 2006, Chile 2008 y Japón 2012 aunque en todas ellas terminó siendo eliminado en primera fase. En 2024, volvió a clasificarse a una Copa del Mundo tras 12 años de ausencia.

## Estadísticas

### Copa Mundial Sub-20
| Edición     | Mejor resultado     | Pos.         | PJ           | PG           | PE           | PP           | GF           | GC           | Dif.         | Goleadora           |
| ----------- | ------------------- | ------------ | ------------ | ------------ | ------------ | ------------ | ------------ | ------------ | ------------ | ------------------- |
| 2002        | No clasificó        | No clasificó | No clasificó | No clasificó | No clasificó | No clasificó | No clasificó | No clasificó | No clasificó | No clasificó        |
| 2004        | No clasificó        | No clasificó | No clasificó | No clasificó | No clasificó | No clasificó | No clasificó | No clasificó | No clasificó | No clasificó        |
| 2006        | Fase de grupos      | 11.º         | 3            | 1            | 0            | 2            | 5            | 9            | -4           | Ludmila Manicler: 3 |
| 2008        | Fase de grupos      | 13.º         | 3            | 0            | 1            | 2            | 1            | 6            | -5           | Soledad Jaimes: 1   |
| 2010        | No clasificó        | No clasificó | No clasificó | No clasificó | No clasificó | No clasificó | No clasificó | No clasificó | No clasificó | No clasificó        |
| 2012        | Fase de grupos      | 16.º         | 3            | 0            | 0            | 3            | 1            | 19           | -18          | Yael Oviedo: 1      |
| 2014        | No clasificó        | No clasificó | No clasificó | No clasificó | No clasificó | No clasificó | No clasificó | No clasificó | No clasificó | No clasificó        |
| 2016        | No clasificó        | No clasificó | No clasificó | No clasificó | No clasificó | No clasificó | No clasificó | No clasificó | No clasificó | No clasificó        |
| 2018        | No clasificó        | No clasificó | No clasificó | No clasificó | No clasificó | No clasificó | No clasificó | No clasificó | No clasificó | No clasificó        |
| 2022        | No clasificó        | No clasificó | No clasificó | No clasificó | No clasificó | No clasificó | No clasificó | No clasificó | No clasificó | No clasificó        |
| 2024        | Octavos de final    | 16.º         | 4            | 1            | 1            | 2            | 7            | 14           | -7           | Kishi Núñez: 3      |
| 2026        | Por definir         | Por definir  | Por definir  | Por definir  | Por definir  | Por definir  | Por definir  | Por definir  | Por definir  | Por definir         |
| Total: 4/11 | Octavos de final: 1 | 22.º         | 13           | 2            | 2            | 9            | 14           | 48           | -34          | Manicler y Núñez: 3 |

### Campeonato Sudamericano Sub-20
| Edición      | Mejor resultado | Pos. | PJ | PG | PE | PP | GF | GC | Dif. | Goleadora                 |
| ------------ | --------------- | ---- | -- | -- | -- | -- | -- | -- | ---- | ------------------------- |
| 2004         | Fase Previa     | 7.º  | 2  | 0  | 0  | 2  | 1  | 3  | -2   | Catalina Pérez Castaño: 1 |
| 2006         | Subcampeón      | 2.º  | 7  | 4  | 2  | 1  | 15 | 4  | +11  | Belén Potassa: 5          |
| 2008         | Subcampeón      | 2.º  | 7  | 5  | 0  | 2  | 14 | 11 | +3   | Belén Potassa: 6          |
| 2010         | Primera Fase    | 7.º  | 4  | 1  | 0  | 3  | 2  | 4  | -2   | Betina Soriano: 2         |
| 2012         | Subcampeón      | 2.º  | 7  | 4  | 1  | 2  | 15 | 11 | +4   | Betina Soriano: 6         |
| 2014         | Primera Fase    | 7.º  | 4  | 1  | 1  | 2  | 5  | 3  | +2   | Micaela Cabrera: 3        |
| 2015         | Cuarto lugar    | 4.º  | 7  | 3  | 2  | 2  | 12 | 12 | 0    | Yamila Rodríguez: 6       |
| 2018         | Primera Fase    | 7.º  | 4  | 1  | 0  | 3  | 4  | 9  | -5   | Juliana Berardo: 3        |
| 2022         | Primera Fase    | 6.º  | 4  | 1  | 2  | 1  | 3  | 2  | +1   | Dalila Ippolito: 2        |
| 2024         | Cuarto lugar    | 4.º  | 9  | 2  | 5  | 2  | 11 | 9  | +2   | Kishi Núñez: 3            |
| Total: 10/10 | Subcampeón: 3   | 4.º  | 55 | 22 | 13 | 20 | 82 | 68 | +14  | Belén Potassa: 11         |

### Juegos Suramericanos
| Edición    | Mejor resultado   | Pos. | PJ | PG | PE | PP | GF | GC | Dif. | Goleadora            |
| ---------- | ----------------- | ---- | -- | -- | -- | -- | -- | -- | ---- | -------------------- |
| 2018       | Fase de grupos    | 5.º  | 5  | 1  | 1  | 3  | 9  | 8  | +1   | Yamila Rodríguez: 5  |
| 2022       | Fase de grupos    | 5.º  | 2  | 0  | 0  | 2  | 2  | 7  | -5   | Holzheier y Natta: 1 |
| Total: 2/2 | Fase de grupos: 2 | 5.º  | 7  | 1  | 1  | 5  | 11 | 15 | -4   | Yamila Rodríguez: 5  |

## Últimos partidos y próximos encuentros
- Partidos de la selección Argentina en los últimos 12 meses y los próximos encuentros.

Leyenda     Victoria         Empate         Derrota         Próximo

### 2024
| Campeonato Sudamericano Sub-20 Primera fase; 11 de abril de 2024 | Perú          | 1:1     | Argentina   | Estadio Modelo Alberto Spencer, Guayaquil (Ecuador) |                      |
| 17:00 ECT (UTC−5)                                                | - Gherson 42' | Reporte | - Acuña 55' | Árbitra: Jenny Arias                                | Árbitra: Jenny Arias |

| Campeonato Sudamericano Sub-20 Primera fase; 15 de abril de 2024 | Uruguay | 0:1     | Argentina   | Estadio Modelo Alberto Spencer, Guayaquil (Ecuador) |                       |
| 19:30 ECT (UTC−5)                                                |         | Reporte | - Núñez 16' | Árbitra: Deborah Cruz                               | Árbitra: Deborah Cruz |

| Campeonato Sudamericano Sub-20 Primera fase; 17 de abril de 2024 | Argentina    | 1:1     | Ecuador      | Estadio Modelo Alberto Spencer, Guayaquil (Ecuador) |                      |
| 19:30 ECT (UTC−5)                                                | - Romero 19' | Reporte | - Macías 62' | Árbitra: Jenny Arias                                | Árbitra: Jenny Arias |

| Campeonato Sudamericano Sub-20 Primera fase; 19 de abril de 2024 | Argentina | 0:0     | Paraguay | Estadio Modelo Alberto Spencer, Guayaquil (Ecuador) |                        |
| 17:00 ECT (UTC−5)                                                |           | Reporte |          | Árbitra: Dione Rissios                              | Árbitra: Dione Rissios |

| Campeonato Sudamericano Sub-20 Fase final; 23 de abril de 2024 | Argentina | 0:2     | Brasil                               | Estadio Modelo Alberto Spencer, Guayaquil (Ecuador) |                      |
| 17:00 ECT (UTC−5)                                              |           | Reporte | - Gi Fernandes 4' - Ana Flávia 45+3' | Árbitra: Jenny Arias                                | Árbitra: Jenny Arias |

| Campeonato Sudamericano Sub-20 Fase final; 26 de abril de 2024 | Perú | 0:5     | Argentina                                                          | Estadio Modelo Alberto Spencer, Guayaquil (Ecuador) |                       |
| 22:00 ECT (UTC−5)                                              |      | Reporte | - Núñez 27' - Calvo 40' - Nigito 72' - Altgelt 77' - Giménez 90+3' | Árbitra: Deborah Cruz                               | Árbitra: Deborah Cruz |

| Campeonato Sudamericano Sub-20 Fase final; 29 de abril de 2024 | Argentina | 0:2     | Paraguay            | Estadio Modelo Alberto Spencer, Guayaquil (Ecuador) |                            |
| 22:00 ECT (UTC−5)                                              |           | Reporte | - Acosta 32', 90+3' | Árbitra: Marcelly Zambrano                          | Árbitra: Marcelly Zambrano |

| Campeonato Sudamericano Sub-20 Fase final; 2 de mayo de 2024 | Colombia        | 1:1     | Argentina   | Estadio Modelo Alberto Spencer, Guayaquil (Ecuador) |                             |
| 19:30 ECT (UTC−5)                                            | - Rodríguez 26' | Reporte | - Acuña 62' | Árbitra: Alejandra Quisbert                         | Árbitra: Alejandra Quisbert |

| Campeonato Sudamericano Sub-20 Fase final; 5 de mayo de 2024 | Venezuela                   | 2:2     | Argentina                   | Estadio Modelo Alberto Spencer, Guayaquil (Ecuador) |                        |
| 19:30 ECT (UTC−5)                                            | - Graterol 5' - Jiménez 59' | Reporte | - Domínguez 41' - Núñez 57' | Árbitra: Dione Rissios                              | Árbitra: Dione Rissios |

| Copa Mundial Sub-20 Fase de grupos; 2 de septiembre de 2024 | Corea del Norte | 6:2     | Argentina          | Estadio Pascual Guerrero, Cali (Colombia) |                           |
| 18:00 COT (UTC−5)                                           | - Pak Mi-ryong 6' - Jon Ryong-jong 10' - Aprile 45+2' (a.g.) - Sin Hyang 47' - Choe Il-son 75' - Choe Kang-ryon 90+2' | Reporte | - Núñez 45+5', 82' | Árbitra: Ivana Projkovska                 | Árbitra: Ivana Projkovska |

| Copa Mundial Sub-20 Fase de grupos; 5 de septiembre de 2024 | Países Bajos                                   | 3:3     | Argentina                            | Estadio Pascual Guerrero, Cali (Colombia) |                               |
| 21:00 COT (UTC−5)                                           | - Buurman 16' - Van Egmond 38' - Lacroix 45+2' | Reporte | - Domínguez 43' - Rodríguez 48', 71' | Árbitra: Veronika Bernatskaia             | Árbitra: Veronika Bernatskaia |

| Copa Mundial Sub-20 Fase de grupos; 8 de septiembre de 2024 | Argentina | 1:0     | Costa Rica | Estadio Metropolitano de Techo, Bogotá (Colombia) |                      |
| 16:00 COT (UTC−5)                                           | Núñez 18' | Reporte |            | Árbitra: Dong Fangyu                              | Árbitra: Dong Fangyu |

| Copa Mundial Sub-20 Octavos de final; 12 de septiembre de 2024 | Alemania                                                   | 5:1     | Argentina      | Estadio Metropolitano de Techo, Bogotá (Colombia) |                               |
| 15:30 COT (UTC−5)                                              | - Janzen 6' - Nachtigall 24', 37' - Bender 26' - Zicai 69' | Reporte | - Lombardi 43' | Árbitra: Shahenda El-Maghrabi                     | Árbitra: Shahenda El-Maghrabi |

 Actualizado al último partido jugado el 12 de septiembre de 2024.

## Jugadoras

### Última convocatoria
- Lista de las 21 jugadoras convocadas para disputar la Copa Mundial Sub-20 de 2024 que se lleva a cabo en Colombia entre el 30 de agosto al 22 de septiembre de 2024.[2]

| N.º | Pos.           | Nombre            | Fecha de nacimiento (edad)        | Club              |
| --- | -------------- | ----------------- | --------------------------------- | ----------------- |
| 1   | Guardameta     | Paulina Aprile    | 13 de mayo de 2008 (16 años)      | Rosario Central   |
| 12  | Guardameta     | Martina Krotter   | 2 de junio de 2005 (19 años)      | River Plate       |
| 21  | Guardameta     | Priscila Siben    | 3 de abril de 2007 (17 años)      | Boca Juniors      |
| 2   | Defensa        | Camila Duarte     | 3 de octubre de 2005 (19 años)    | River Plate       |
| 3   | Defensa        | Milagros Martin   | 26 de abril de 2007 (17 años)     | Platense          |
| 4   | Defensa        | Juana Cangaro     | 13 de febrero de 2006 (19 años)   | River Plate       |
| 6   | Defensa        | Anela Nigito      | 22 de junio de 2004 (20 años)     | CSU Bakersfield   |
| 13  | Defensa        | Luciana Pérez     | 22 de enero de 2005 (20 años)     | Racing            |
| 14  | Defensa        | Serena Rodríguez  | 26 de diciembre de 2005 (19 años) | Racing            |
| 16  | Defensa        | Julieta Romero    | 8 de junio de 2004 (20 años)      | River Plate       |
| 5   | Centrocampista | Samantha Weiss    | 24 de febrero de 2005 (20 años)   | Columbia Lions    |
| 8   | Centrocampista | Sofía Domínguez   | 16 de diciembre de 2005 (19 años) | River Plate       |
| 15  | Centrocampista | Valentina Tesio   | 6 de febrero de 2006 (19 años)    | Ferro             |
| 17  | Centrocampista | Denise Rojo       | 15 de marzo de 2006 (19 años)     | Rayo Vallecano    |
| 18  | Centrocampista | Margarita Giménez | 1 de noviembre de 2004 (20 años)  | Ferro             |
| 19  | Centrocampista | Juana Fonseca     | 16 de mayo de 2004 (20 años)      | San Lorenzo       |
| 20  | Centrocampista | Julieta Martínez  | 3 de octubre de 2007 (17 años)    | Boca Juniors      |
| 7   | Delantero      | Delfina Lombardi  | 17 de marzo de 2006 (19 años)     | Keiser University |
| 9   | Delantero      | Kishi Núñez       | 17 de mayo de 2006 (18 años)      | Boca Juniors      |
| 10  | Delantero      | Francisca Altgelt | 11 de mayo de 2006 (18 años)      | River Plate       |
| 11  | Delantero      | Verónica Acuña    | 12 de febrero de 2004 (21 años)   | Banfield          |

| Cuerpo técnico                    | Cuerpo técnico                            |
| --------------------------------- | ----------------------------------------- |
| Entrenador: Christian Meloni      | Asistente: Esteban Pizzi                  |
| Preparador físico: Gabriel Denava | Entrenador de arqueros: Enrique Yamashita |

### Recién convocadas
- Jugadoras convocadas en los últimos 12 meses.[3][4][5][6]

| Pos.           | Nombre               | Fecha de nacimiento (edad)        | Equipo                      | Última convocatoria                        |
| -------------- | -------------------- | --------------------------------- | --------------------------- | ------------------------------------------ |
| Guardameta     | Julia Zaldarriaga    |                                   | Players Development Academy | Copa Mundial Sub-20 de 2024 PRE            |
| Guardameta     | Lola Castro          | 22 de marzo de 2005 (20 años)     | Gimnasia y Esgrima (LP)     | Campeonato Sudamericano Sub-20 de 2024 PRE |
| Defensa        | Valentina Ahumada    | 7 de mayo de 2007 (17 años)       | Estudiantes (BA)            | Copa Mundial Sub-20 de 2024 PRE            |
| Defensa        | Belén Ludueña        | 7 de junio de 2004 (20 años)      | River Plate                 | Copa Mundial Sub-20 de 2024 PRE            |
| Defensa        | Katerina Lugo        | 6 de abril de 2006 (18 años)      | San Lorenzo                 | Copa Mundial Sub-20 de 2024 PRE            |
| Defensa        | Agustina Maldonado   | 19 de marzo de 2009 (16 años)     | All Boys (La Pampa)         | Copa Mundial Sub-20 de 2024 PRE            |
| Defensa        | Rocío Lueje          | 10 de marzo de 2007 (18 años)     | Huracán                     | Campeonato Sudamericano Sub-20 de 2024 PRE |
| Defensa        | Chiara Magni         | 2 de abril de 2004 (20 años)      | UAI Urquiza                 | Campeonato Sudamericano Sub-20 de 2024 PRE |
| Defensa        | Pilar Sabransky      | 4 de agosto de 2007 (17 años)     | Newell's                    | Campeonato Sudamericano Sub-20 de 2024 PRE |
| Centrocampista | Violeta Álvarez      | 28 de abril de 2009 (15 años)     | Boca Juniors                | Copa Mundial Sub-20 de 2024 PRE            |
| Centrocampista | Morena Calvo         | 29 de mayo de 2006 (18 años)      | Estudiantes (BA)            | Copa Mundial Sub-20 de 2024 PRE            |
| Centrocampista | Tiara Paz            | 22 de abril de 2006 (18 años)     | Boca Juniors                | Copa Mundial Sub-20 de 2024 PRE            |
| Centrocampista | Érika Pérez          | 10 de noviembre de 2004 (20 años) | Estudiantes (LP)            | Copa Mundial Sub-20 de 2024 PRE            |
| Centrocampista | Tatiana Sarmiento    | 7 de agosto de 2005 (19 años)     | UAI Urquiza                 | Copa Mundial Sub-20 de 2024 PRE            |
| Centrocampista | Paula De La Serna    | 2 de agosto de 2005 (19 años)     | Red Bull Bragantino         | Campeonato Sudamericano Sub-20 de 2024     |
| Centrocampista | Luciana Zacmon       | 18 de marzo de 2005 (20 años)     | San Lorenzo                 | Campeonato Sudamericano Sub-20 de 2024 PRE |
| Delantero      | Valentina Gianinetto |                                   | Future Soccer               | Copa Mundial Sub-20 de 2024 PRE            |
| Delantero      | Guadalupe Luna       | 19 de octubre de 2004 (20 años)   | UAI Urquiza                 | Copa Mundial Sub-20 de 2024 PRE            |
| Delantero      | Annika Paz           | 16 de noviembre de 2008 (16 años) | River Plate                 | Copa Mundial Sub-20 de 2024 PRE            |
| Delantero      | Nayla Gallo          | 4 de octubre de 2004 (20 años)    | Independiente               | Campeonato Sudamericano Sub-20 de 2024     |
| Delantero      | Abril Girandi        | 6 de octubre de 2004 (20 años)    | Estudiantes (LP)            | Campeonato Sudamericano Sub-20 de 2024 PRE |

Leyenda
- Lesionada
- PRE Convocatoria Preliminar

## Palmarés
| Competición                    | Títulos | Subcampeonatos        | Tercer lugar | Cuarto lugar    |
| ------------------------------ | ------- | --------------------- | ------------ | --------------- |
| Copa Mundial Sub-20            | —       | —                     | —            | —               |
| Campeonato Sudamericano Sub-20 | —       | 3 (2006, 2008 y 2012) | —            | 2 (2015 y 2024) |
| Juegos Suramericanos           | —       | —                     | —            | —               |
| Total                          | —       | 3                     | —            | 2               |